# Basar von Isfahan
Der Basar von Isfahan (persisch بازار اصفهان [bɑzɑɾ ɛ ɛsfɑhɑn]) oder auch Basar-e-Bosorg von Isfahan ([bɑzɑɾ ɛ bozoɾɡ ɛ ɛsfɑhɑn] بازار  بزرگ اصفهان, ‚Der große Basar von Isfahan‘) ist eine der wichtigsten Sehenswürdigkeiten  Isfahans. Er verbindet die Schah-Moschee mit der Freitagsmoschee. Der Basar gilt als einer der größten im Iran und wurde überwiegend im 16. Jahrhundert errichtet. Einige Teile datieren allerdings bereits aus dem 8. Jahrhundert.
Der Basar hat viele Eingangshallen, sein Haupteingang ist die Qeyssarie-Pforte auf der nördlichen Seite des Meidān-e Naghsch-e Dschahan-Platzes. Die Hohe Pforte ist von Reza Abbasi mit Keramikfliesen und Fresken dekoriert, die den Krieg von Abbas I. mit den Usbeken darstellt.
Der Basar gleicht einer Ausstellung der Architekturstile zu den unterschiedlichen Zeiten  nach der Einführung des Islam im Iran.